# فصة متعددة الأشكال
الفصة متعددة الأشكال أو الفصة الشائكة نوع نباتي يتبع لجنس الفصة من الفصيلة البقولية. اسمه العلمي (باللاتينية: Medicago polymorpha).
موطنه الأصلي حوض البحر الأبيض المتوسط وهو الآن منتشر في كل أنحاء العالم.

## الوصف النباتي
كبقية أنواع الفصة، تتكون ورقة الفصة متعددة الأشكال من ثلاث وريقات. الأزهار صفراء. الثمرة عبارة عن قرن قرصي أو اسطواني ذي أشواك جانبية، ولهذا تسمى بالفصة الشائكة.
يمكن أن تكون دورة حياة النبات حولية أو معمرة.

## صور

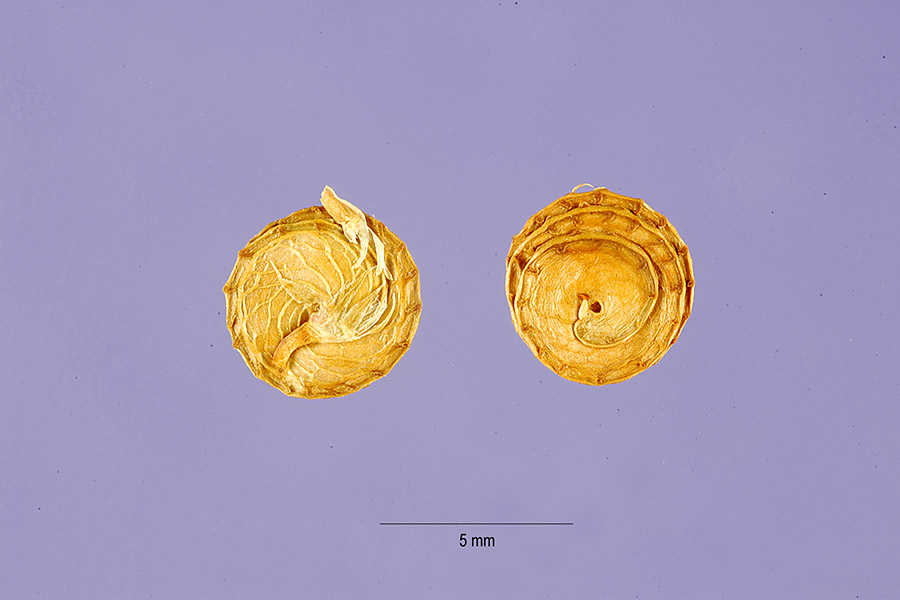
القرون الثمرية
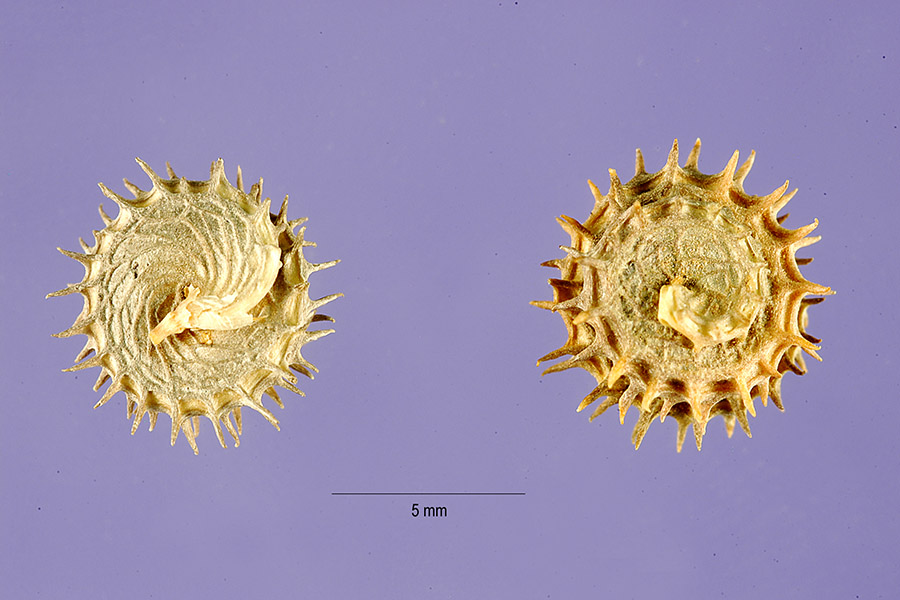
القرون الثمرية
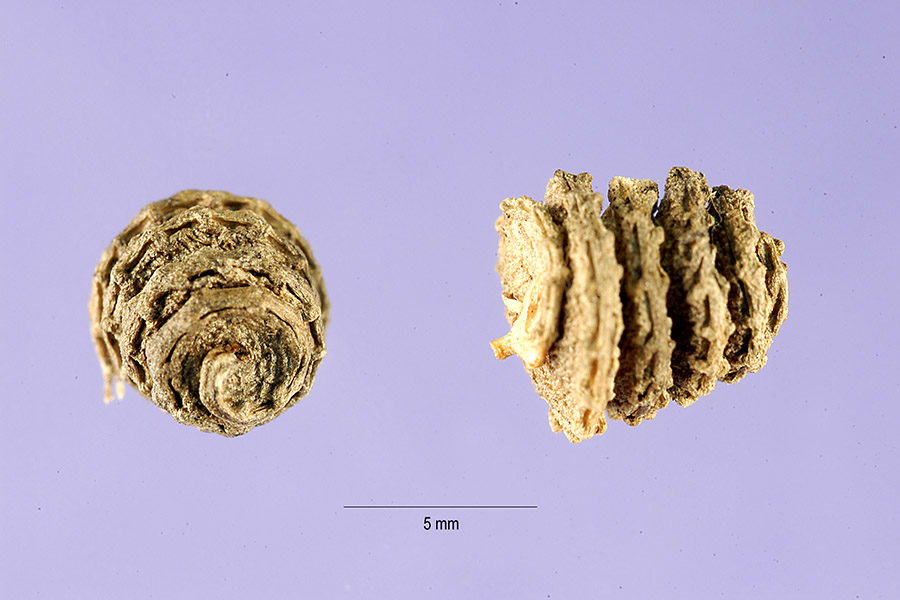
القرون الثمرية
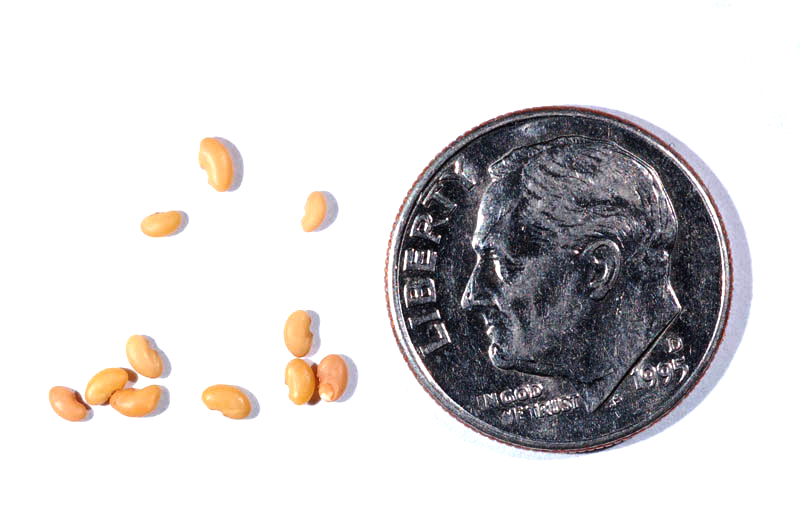
الثمار
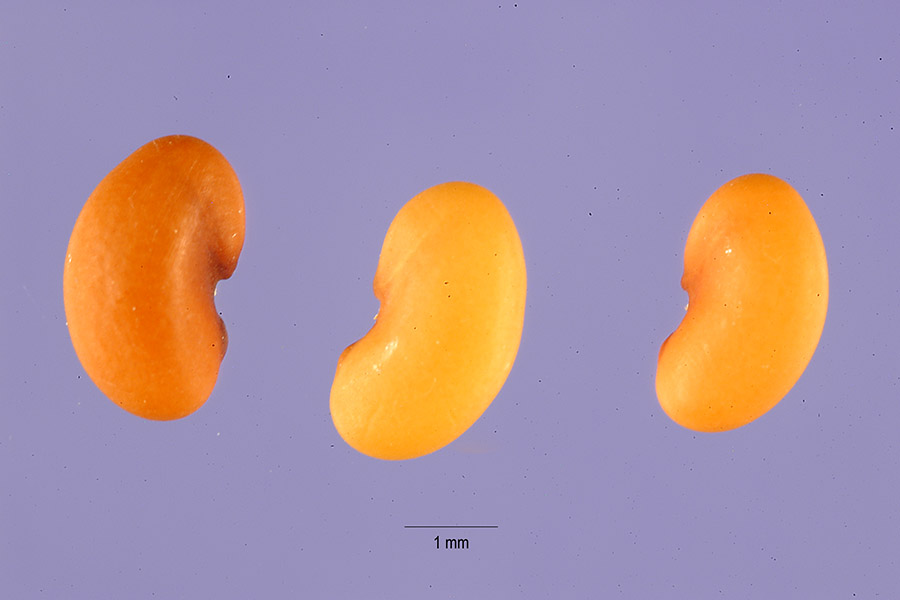
الثمار
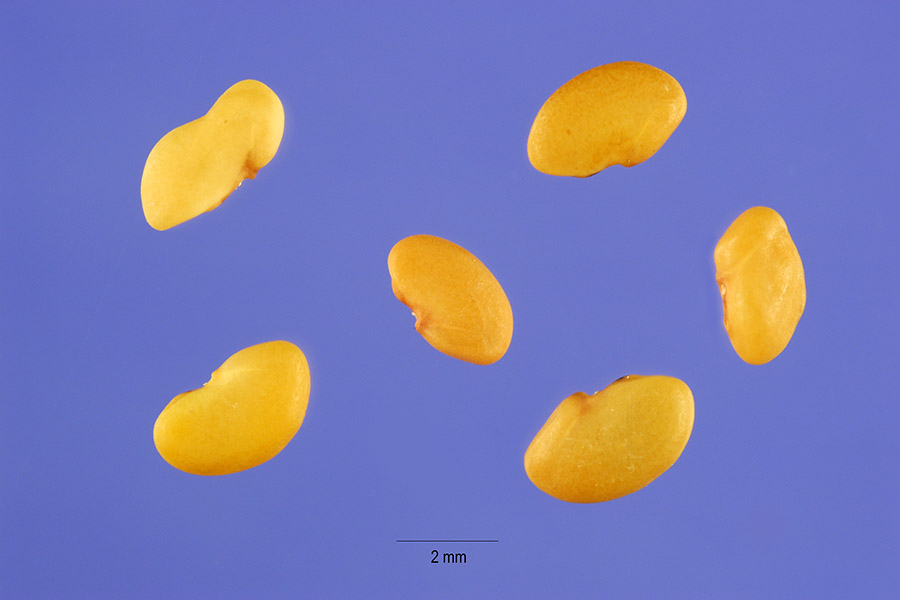
الثمار
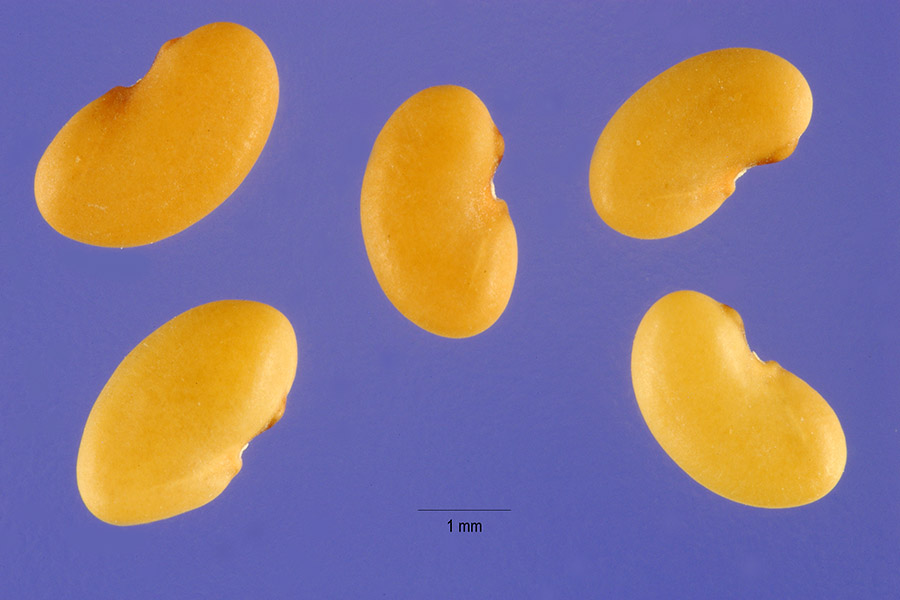
الثمار
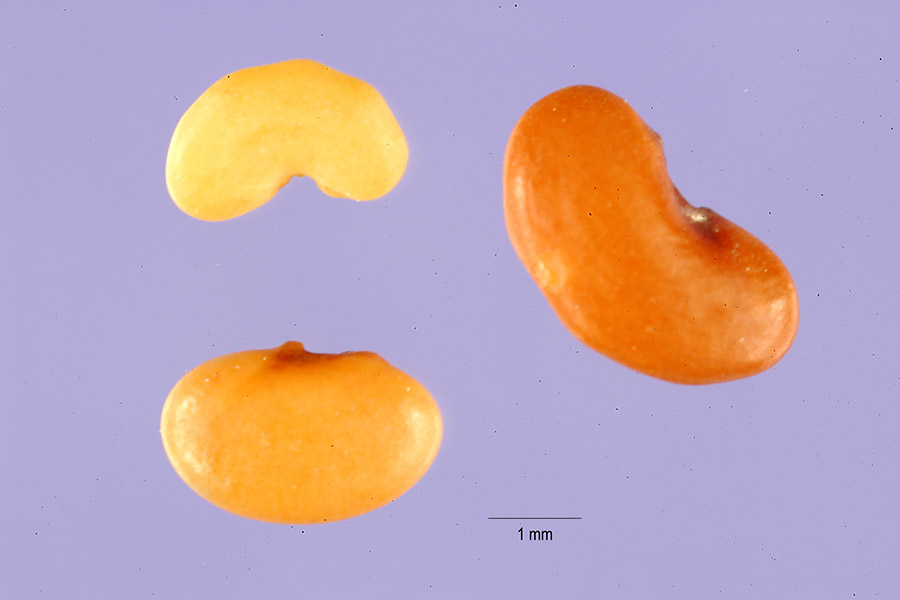
الثمار